# Sediliopsis
Sediliopsis é um gênero de gastrópodes pertencente a família Pseudomelatomidae.

## Espécies
- †Sediliopsis angulata (Martin, 1904)
- †Sediliopsis aphanitoma (Dall, 1892)
- †Sediliopsis calvertensis (Martin, 1904)
- †Sediliopsis chowanensis (J. Garnder, 1948)
- †Sediliopsis distans (Conrad, 1862)
- †Sediliopsis gracilis (Conrad, 1830)
- †Sediliopsis incilifera (Conrad, 1834)
- †Sediliopsis ondulum (Fargo, 1953)
- †Sediliopsis patuxentia (Martin, 1904)
- Sediliopsis riosi Tippett, 1995[2]